# جوزيف بوير
جوزيف بوير (بالإنجليزية: Joseph Boyer)‏ هو مهندس أمريكي، ولد في 1848، وتوفي في 24 أكتوبر 1930 في ديترويت في الولايات المتحدة بسبب ذات الرئة.